# Dyskografia Poor Righteous Teachers
Dyskografia Poor Righteous Teachers zespołu hip-hopowego powstałego w 1989 roku w Trenton w stanie New Jersey, obejmuje cztery albumy studyjne, jeden minialbum, dwanaście singli i trzy kompilacje.
Zespół zadebiutował wydanym w 1990 roku albumem Holy Intellect, który uplasował się na 142. miejscu notowania Billboard 200, i 17. miejscu listy Top R&B/Hip-Hop Albums. Drugi album zespołu Pure Poverty został w całości wyprodukowany przez producenta Tony’ego D i zadebiutował na 155. miejscu listy Billboard 200 oraz 23. miejscu Top R&B/Hip-Hop Albums. Kolejny album zespołu ukazał się 14 września 1993 roku pod tytułem Black Business. Promowany był singlem „Nobody Move“, który w notowaniu Hot R&B/Hip-Hop Songs zajął 98. miejsce. Na płycie po raz pierwszy również gościnnie pojawili się inni muzycy między innymi Power Israel, Omar Superstar czy Rahzii Hi-Power. Czwarty i ostatni album ukazał się w 1996 roku zatytułowany The New World Order uplasował się na 57. miejscu notowania Top R&B/Hip-Hop Albums. Na albumie gościnnie pojawili się KRS-One, Nine, Wyclef Jean, Pras z zespołu The Fugees oraz Junior Reid. Singlami promującymi album były „Conscious Style“ z gościnnym udziałem KRS-One'a i utwór „Word Iz Life“ który, znalazł się na 50. miejscu listy Hot Rap Tracks.
W następnych latach zespół wydał kilka singli, które nie zostały jednak dostrzeżone. W 1999 roku premierę miał miejsce minialbum zespołu That Shit, który został wytłoczony w niewielkim nakładzie oraz kompilacja Righteous Groove's zawierająca najlepsze utwory zespołu. Od tego czasu zespół zawiesił działalność, lecz nie został oficjalnie rozwiązany. W 2005 roku ukazała się druga kompilacja zespołu zatytułowana Rare and Unreleased, a w lipcu 2015 roku Sony Music Entertainment wypuściło trzecią składankę zespołu zatytułowaną The Essential Poor Righteous Teachers.

## Albumy studyjne
| Rok                                                     | Dane dot. albumu                                                                                        | Najwyższe pozycje na listach | Najwyższe pozycje na listach |
| Rok                                                     | Dane dot. albumu                                                                                        | USA                          | USA R&B                      |
| ------------------------------------------------------- | --- | ---------------------------- | ---------------------------- |
| 1990                                                    | Holy Intellect - Wydany: 19 czerwca 1990 - Wytwórnia: Profile / Arista Records - Format: CD, LP, kaseta | 142                          | 17                           |
| 1991                                                    | Pure Poverty - Wydany: 1 lipca 1991 - Wytwórnia: Profile Records - Format: CD, LP, kaseta               | 155                          | 23                           |
| 1993                                                    | Black Business - Wydany: 14 września 1993 - Wytwórnia: Profile Records - Format: CD, LP, kaseta         | 167                          | 29                           |
| 1996                                                    | The New World Order - Wydany: 1 października 1996 - Wytwórnia: Profile Records - Format: CD, LP, kaseta | –                            | 57                           |
| „–” oznacza, że album nie był notowany na danej liście. | |                              |                              |

## EP
| Rok  | Dane dot. albumu                            |
| ---- | ------------------------------------------- |
| 1999 | That Shit - Wytwórnia: Exit 7A - Format: LP |

## Kompilacje
| Rok  | Dane dot. albumu |
| ---- | --- |
| 1999 | Righteous Groove's - Wydany: 29 listopada 1999 - Wytwórnia: BMG Special Products - Format: CD                       |
| 2005 | Rare and Unreleased - Wydany: 27 stycznia 2005 - Wytwórnia: Cha-Ching Records - Format: CD, LP                      |
| 2015 | The Essential Poor Righteous Teachers - Wydany: 17 lipca 2015 - Wytwórnia: Arista/Legacy - Format: digital download |

## Single
| Rok                                                      | Tytuł                                     | Najwyższe pozycje na listach | Najwyższe pozycje na listach | Album                    |
| Rok                                                      | Tytuł                                     | USA R&B                      | USA Rap                      | Album                    |
| -------------------------------------------------------- | ----------------------------------------- | ---------------------------- | ---------------------------- | ------------------------ |
| 1989                                                     | „Time to Say Peace”                       | –                            | –                            | Holy Intellect           |
| 1990                                                     | „Holy Intellect” / „Self-Styled Wisdom”   | 71                           | 16                           | Holy Intellect           |
| 1990                                                     | „Rock Dis Funky Joint”                    | 17                           | 4                            | Holy Intellect           |
| 1991                                                     | „Shakiyla (JRH)”                          | 61                           | 9                            | Pure Poverty             |
| 1992                                                     | „Easy Star”                               | –                            | –                            | Pure Poverty             |
| 1993                                                     | „Nobody Move” / „Da Rill Shit”            | 98                           | –                            | Black Business           |
| 1996                                                     | „Conscious Style” (feat. KRS-One)         | –                            | –                            | The New World Order      |
| 1996                                                     | „Word Iz Life” / „Dreadful Day”           | –                            | 50                           | The New World Order      |
| 1996                                                     | „My Three Wives (Shakyla Pt. III)”        | –                            | –                            | The New World Order      |
| 1998                                                     | „Wake Up! (Reveillez-Vous!)” (& Assassin) | –                            | –                            | Perles Rares (1989-2002) |
| 2000                                                     | „I Swear Ta God” (feat. Na'Rubi)          | –                            | –                            | –                        |
| 2001                                                     | „Dangerous” / „Save Me”                   | –                            | –                            | –                        |
| „–” oznacza, że singel nie był notowany na danej liście. |                                           |                              |                              |                          |

## Pozostałe utwory

### Z gościnnym udziałem
| Rok  | Wykonawca       | Album                                        | Tytuł                       | Źródło        |
| ---- | --------------- | -------------------------------------------- | --------------------------- | ------------- |
| 1990 | King Sun        | Righteous But Ruthless                       | „The Gods Are Taking Heads” | [ 16 ] [ 17 ] |
| 2000 | Różni wykonawcy | The Unbound Project Volume 1                 | „Slaves in America”         | [ 16 ] [ 17 ] |
| 2000 | NAME            | Artist of the Yeah (The Definitive Radio EP) | „Artist of the Yeah”        | [ 16 ] [ 17 ] |
| 2001 | Różni wykonawcy | Wicked Mix 64                                | „Rock This Party”           | [ 16 ] [ 17 ] |

## Teledyski
| Rok  | Tytuł                  | Reżyser                     |
| ---- | ---------------------- | --------------------------- |
| 1990 | „Rock Dis Funky Joint” | –                           |
| 1990 | „Holy Intellect”       | –                           |
| 1991 | „Shakiyla (JRH)”       | Phil Maillard, Marcus Raboy |
| 1991 | „Easy Star”            | Phil Maillard, Marcus Raboy |
| 1993 | „Nobody Move”          | –                           |
| 1996 | „Word Iz Life”         | Chris Robinson              |